# Ratlam
Ratlam (Hindi: रतलाम, Ratlām) ist ein Ort mit ca. 280.000 Einwohnern im indischen Bundesstaat Madhya Pradesh in der Region Malwa. Ratlam ist ein wichtiger Verkehrsknotenpunkt im Nordwesten Indiens und Verwaltungssitz des gleichnamigen Distrikts.

## Lage
Ratlam liegt im Westen von Madhya Pradesh unweit der Grenze zum Bundesstaat Rajasthan in einer Höhe von rund 480 bis 500 m ü. d. M. Die Entfernung nach Bhopal beträgt knapp 295 km (Fahrtstrecke) in östlicher Richtung; bis nach Ahmedabad (Gujarat) sind es rund 350 km, Udaipur (Rajasthan) ist ca. 250 km entfernt. Das Klima ist für indische Verhältnisse gemäßigt, Regen (ca. 1200 mm/Jahr) fällt eigentlich nur während der sommerlichen Monsunzeit.

## Bevölkerung
Offizielle Bevölkerungsstatistiken werden erst seit 1991 geführt und veröffentlicht.
| Jahr      | 1991    | 2001    | 2011    |
| Einwohner | 183.375 | 222.202 | 264.914 |

Die Bevölkerung von Ratlam besteht hauptsächlich aus Hindus (ca. 67,5 %), Moslems (ca. 24 %) und Jains (ca. 6,5 %); Sikhs, Christen und Buddhisten bilden kleine Minderheiten. Wie bei Volkszählungen in Indien üblich übersteigt der männliche Bevölkerungsteil den weiblichen deutlich. Man spricht zumeist Hindi.

## Wirtschaft
Die Landwirtschaft in der Umgebung bildet die Lebens- und Wirtschaftsgrundlage der Stadtbevölkerung. In der Stadt selbst haben sich Händler, Handwerker und Dienstleister aller Art niedergelassen. Bereits unter den Briten war Ratlam eine wichtige Handelsstadt. Im Norden der Stadt ist ein Gewerbegebiet entstanden.

## Geschichte
Zur älteren und mittelalterlichen Geschichte von Ratlam ist nichts bekannt. Im Jahr 1652 belehnte der Großmogul Shah Jahan den Rajputen-General Ratan Singh Rathore mit dem Ort und seiner Umgebung. Nach dem Tod des letzten großen Mogulherrschers Aurangzeb (1707) wurde der Einfluss der Marathen in der Region immer stärker; der Fürstenstaat Ratlam geriet unter den Einfluss der Scindia-Herrscher von Gwalior. Kurze Zeit später (1818) übernahmen die Briten die Macht, die sie bis zur Unabhängigkeit Indiens im Jahr 1947 innehatten, wenngleich die tatsächliche Regierungsgewalt auch weiterhin in den Händen der Maharajas lag. Am 1. November 1956 wurden alle Fürstenstaaten der Indischen Union aufgelöst und dem neugeschaffenen Bundesstaat Madhya Pradesh einverleibt.

## Sehenswürdigkeiten
Ratlam besitzt keine Bauten aus mittelalterlicher Zeit und von den Palästen der Maharajas ist nur wenig geblieben. Beliebtes Ausflugsziel in der Stadt selbst ist der Cactus Garden; in der Nähe steht der Sailana-Palace aus der Zeit der Maharajas. Beim ca. 12 km entfernten Dorf Jhar befindet sich ein Shiva-Tempel aus dem 11. Jahrhundert. Ca. 18 km südwestlich von Ratlam steht der architektonisch reizvolle, im Gurjara-Chalukya-Stil errichtete Bilapkeshwara-Temple (auch Virupaksha Mahadev Temple genannt) aus dem 12. Jahrhundert.